# Zautla
Zautla är en kommun i Mexiko.   Den ligger i delstaten Puebla, i den sydöstra delen av landet, 160 km öster om huvudstaden Mexico City. Arean är 274 kvadratkilometer.
Terrängen i Zautla är huvudsakligen lite bergig.
Följande samhällen finns i Zautla:
- San Miguel Tenextatiloyan
- Emilio Carranza
- San Andrés Yahuitlalpan
- San Francisco del Progreso
- Rosa de Castilla
- Huitzitzilapan
- Tagcotepec
- Tenampulco
- Cruz Blanca
- Jalcomulco
- Xopanaco
- Zayolapan
- Tihuapán
- Acatzacata
- Juan Francisco Lucas
- Cuacal
- Chinampa
- Santa Inés Morelos
- Buena Vista
- Guadalupe Hidalgo
- El Puerto
- Cuacuilcingo
- Ocopipila
- Xiloxochititán
- El Mirador
- Tlayecapan